# Pongrce
Pongrce – wieś w Słowenii, w gminie Kidričevo. W 2018 roku liczyła 131 mieszkańców.